# Clibanarius
Clibanarius é um género de caranguejos-eremita (Paguroidea) da família Diogenidae. Como outros membros daquela família, apresenta o abdómen sem carapaça endurecida pelo que depende do abrigo de uma concha de gastrópode. Apesar de tipicamente marinho como todos os parentes filogeneticamente próximos, o género inclui a espécie C. fonticola, a única espécie de caranguejo-eremita que se conhece completar todo o seu ciclo de vida em água doce. As espécies integradas neste género são omnívoras, a maioria predando pequenos animais cuja captura complementa com necrofagia e consumo de detritos.

## Espécie
São reconhecidas como válidas cerca de 60 espécies integradas no género Clibanarius, sendo que ao longo dos últimos anos têm ocasionalmente sido descritas novas espécies. Por outro lado, algumas das espécies tradicionalmente incluídas neste géneros têm sido atribuídas a outros géneros da família Diogenidae, nomeadamente Bathynarius, Calcinus, Paguristes, Strigopagurus e Trizopagurus. As espécies de Clibanarius são:
| - Clibanarius aequabilis (Dana, 1851) - Clibanarius africanus Aurivillus, 1898 - Clibanarius albidigitus Nobili, 1901 - Clibanarius ambonensis Rahayu & Forest, 1993 - Clibanarius antennatus Rahayu & Forest, 1993 - Clibanarius antillensis Stimpson, 1862 - Clibanarius arethusa De Man, 1888 - Clibanarius astathes (Stebbing, 1924) - Clibanarius bimaculatus De Haan, 1849 - Clibanarius bistriatus Rahayu & Forest, 1993 - Clibanarius boschmai Buitendijk, 1937 - Clibanarius carnifex Heller, 1861 - Clibanarius chapini Schmitt, 1926 - Clibanarius clibanarius (Herbst, 1791) - Clibanarius cooki Rathbun, 1900 - Clibanarius corallinus (H. Milne Edwards, 1848) - Clibanarius cruentatus (H. Milne Edwards, 1848) - Clibanarius danai Rahayu & Forest, 1993 - Clibanarius demani Buitendijk, 1937 - Clibanarius digueti Bouvier, 1898 - Clibanarius englaucus Ball & Haig, 1972 - Clibanarius erythropus - Clibanarius eurysternus (Hilgendorf, 1879) - Clibanarius fonticola McLaughlin & Murray, 1990 - Clibanarius foresti Holthuis, 1959 - Clibanarius harisi Rahayu, 2003 - Clibanarius hirsutimanus Kobjakova, 1971 - Clibanarius humilis (Dana, 1851) - Clibanarius inaequalis (De Haan, 1849) - Clibanarius infraspinatus (Hilgendorf, 1869) | - Clibanarius janethaigae Hendrickx & Esparza-Haro, 1997 - Clibanarius laevimanus Buitendijk, 1937 - Clibanarius lineatus (H. Milne Edwards, 1848) - Clibanarius longitarsus (De Haan, 1849) - Clibanarius merguiensis De Man, 1888 - Clibanarius multipunctatus Wang & Tung, 1986 - Clibanarius nathi Chopra & Das, 1940 - Clibanarius olivaceus Henderson, 1915 - Clibanarius pacificus Stimpson, 1858 - Clibanarius padavensis De Man, 1888 - Clibanarius ransoni Forest, 1953 - Clibanarius rhabdodactylus Forest, 1953 - Clibanarius rosewateri Manning & Chace, 1990 - Clibanarius rubroviria Rahayu, 1999 - Clibanarius rutilus Rahayu, 1999 - Clibanarius sachalinicus Kobjakova, 1955 - Clibanarius sclopetarius (Herbst, 1796) (= C. cubensis) - Clibanarius senegalensis Chevreux & Bouvier, 1892 - Clibanarius serenei Rahayu & Forest, 1993 - Clibanarius signatus Heller, 1861 - Clibanarius similis Rahayu & Forest, 1993 - Clibanarius snelliusi Buitendijk, 1937 - Clibanarius striolatus Dana, 1852 - Clibanarius taeniatus (H. Milnne Edwards, 1848) - Clibanarius tricolor - Clibanarius virescens (Krauss, 1843) - Clibanarius vittatus (Bosc, 1802) - Clibanarius willeyi Southwell, 1910 - Clibanarius zebra Dana, 1852 |

Clibanarius elongatus (H. Milne Edwards, 1848) é um nomen dubium.